# Pebble Creek (Floride)
Pebble Creek est une census-designated place du comté de Hillsborough, dans l'État de Floride, aux États-Unis,. En 2020, elle compte une population de 9 624 habitants.